# Walther Linden
Peter Walther Linden (* 26. Januar 1895 in Barmen, jetzt Wuppertal; † 21. Juli 1943 im Lazarett von Suresnes) war ein deutscher Germanist.

## Leben
Der Sohn von Johann Peter Linden, Bahnhofsvorsteher, und Wilhelmine Ida, geb. Rübel, besuchte das Gymnasium in Barmen, die Oberrealschule in Hagen und bis 1913 (Abitur) die Oberrealschule in Eisleben. Er studierte Mathematik und Naturwissenschaft in Halle an der Saale (April 1913–1914), Geschichte in Bonn (Mai 1914–1915), Germanistik und Philosophie in Berlin (1915–1916) und in Halle an der Saale (Okt. 1916 – Sept. 1918, bei Paul Menzer, Philipp Strauch, Rudolf Unger). Nach der Promotion an der Universität Halle 1918 wurde er 1919 Referendar. Ab 1920 war er freier wissenschaftlicher Schriftsteller mit Wohnsitz in Lindhardt bei Leipzig. Er war Redakteur (1925–1936) und zugleich Mitherausgeber (1934–1936) der Zeitschrift für Deutschkunde. Nach eigen Angaben trat er zum 1. April 1933 der NSDAP bei (Mitgliedsnummer 2.782.145) und wurde im selben Jahr Mitglied der SA.
Seine Forschungsschwerpunkte waren Naturalismus, Literatur des 20. Jahrhunderts, insbesondere der völkischen und der nationalsozialistischen Bewegung; Goethe, C. F. Meyer. Seine Schrift Aufgaben einer nationalen Literaturwissenschaft (1933) zählt zur Programmatik der völkischen Literaturgeschichtsschreibung.

## Schriften (Auswahl)
- Conrad Ferdinand Meyer. Entwicklung und Gestalt. München 1922, OCLC 457459272.
- Goethe und die deutsche Gegenwart. Berlin 1932.
- Eindrucks- und Symbolkunst. Leipzig 1940, OCLC 1250965.
- Geschichte der deutschen Literatur von den Anfängen bis zur Gegenwart. Leipzig 1944, OCLC 631333613.
- Alexander von Humboldt. Weltbild der Naturwissenschaft. Hamburg 1948, OCLC 38923950.